# Campeonato Capixaba de Futebol
O Campeonato Capixaba de Futebol, também conhecido como Capixabão, é a principal competição de futebol do estado do Espírito Santo, no Brasil. Organizado pela Federação de Futebol do Estado do Espírito Santo (FES), é o principal torneio local para os clubes capixabas. Atualmente, o campeão garante vaga na Copa do Brasil, na Copa Verde e no Campeonato Brasileiro Série D do ano seguinte, enquanto o vice-campeão garante somente vaga na Copa do Brasil.
Teve sua primeira edição no ano de 1917, com cinco clubes, e seu primeiro campeão foi o América. Até o ano de 1930, foi disputado apenas por clubes da cidade capital Vitória. Com 39 títulos, o Rio Branco é o maior vencedor do torneio capixaba desde então.

## História
O Campeonato Capixaba foi realizado pela primeira vez como Campeonato da Cidade de Vitória em 1917 com clubes apenas da capital. A disputa, organizada pela Liga Sportiva Espírito Santense (LSES), teve cinco equipes: América, Barroso, Moscoso, Rio Branco e Victoria (atual Vitória Futebol Clube). O América sagrou-se campeão, vencendo o torneio em pontos corridos.
No Campeonato de Vitória de 1919, o clube Victoria, era tido, ainda em abril de 1919 como o legítimo campeão da competição, quando decidiu o título com o Rio Branco de forma controversa. O Vitória jogava pelo empate e a decisão terminou em 1 a 1. Mas o jogo foi anulado, por supostas irregularidades nos dois times. Em seguida, o Rio Branco venceu por 2 a 1, mas o Vitória recorreu. Já no ano seguinte, em 1920, a Liga Sportiva Espírito Santense, num voto de minerva do presidente, determinou a realização de novo jogo, vencido pelo Rio Branco: 3 a 1.
Em 1930, o campeonato passou a ser estadual. Quem atuou como zagueiro no América e se tornaria o governador do estado do Espírito Santo e senador da República na década de 50, foi Carlos Lindenberg.
Em 1971, aconteceu a maior confusão da história do torneio: Desportiva Ferroviária e Rio Branco-ES disputavam o título e a Desportiva já havia ganhado duas partidas e empatado outra e seria campeã, mas a diretoria do Rio Branco descobriu que dois jogadores do rival foram inscritos irregularmente. Eles jogavam ao mesmo tempo o Campeonato Mineiro pelo Valeriodoce de Itabira. O caso foi parar no STJ da CBF, que anulou a decisão. Foi marcada uma nova partida, mas a Desportiva não concordou e o Rio Branco foi declarado campeão. Na edição de 1985 foi instituído o acesso e descenso.

Em 2009, a segunda partida final em 30 de maio entre São Mateus e Rio Branco-ES no Estádio Sernamby em São Mateus foi encerrada pelo árbitro Dervaly do Rosário antes do término, quando o placar estava 2 a 2, já que o Rio Branco teve quatro jogadores expulsos e o jogador Helder se machucou e não podia haver mais substituições, ficando a equipe do Rio Branco com menos de sete jogadores. Após vinte dias, o título foi homologado pela Federação de Futebol do Estado do Espírito Santo (FES) a favor do São Mateus, baseando-se no Artigo 33 do Regulamento Geral da FES que aplicado confere como resultado da partida 2 a 0 para o São Mateus (a primeira partida foi vencida pelo Rio Branco pelo placar de 2 a 1). O Rio Branco recorreu da decisão no Superior Tribunal de Justiça Desportiva (STJD) e, por unanimidade, o título foi mantido a favor do São Mateus, não cabendo assim mais recursos ao Rio Branco.

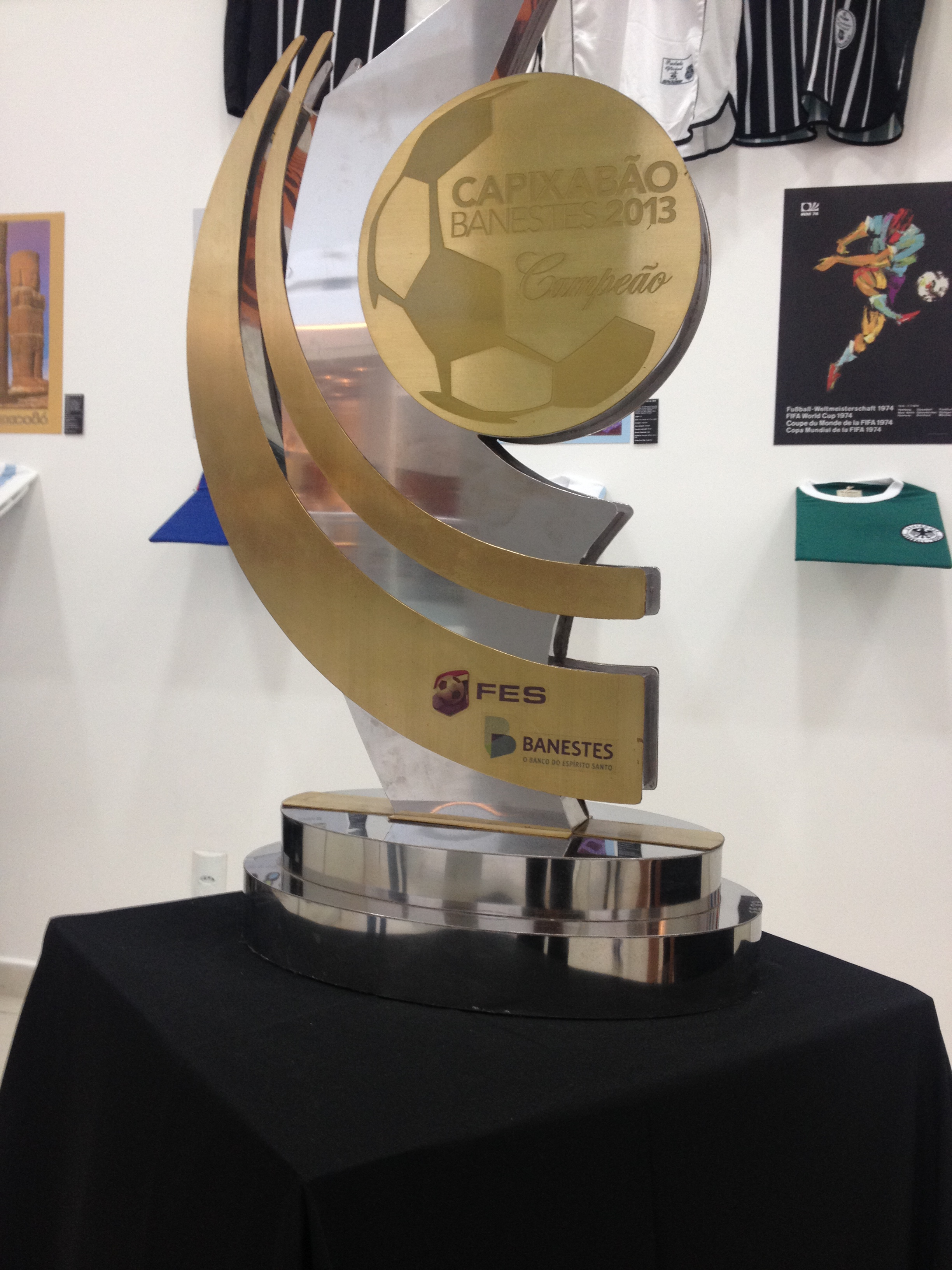
Troféu entregue ao campeão do Campeonato Capixaba de 2013.

O Campeonato Capixaba de 2016 foi a 100ª edição do competição reunindo dez equipes divididos em dois grupos (Norte e Sul). O Rio Branco defendia o título, porém a Desportiva Ferroviária tornou-se campeã ao derrotar o Espírito Santo FC nas finais. A edição seguinte marcou o centenário da competição, ocorrendo uma final inédita entre Doze e Atlético Itapemirim, com esse último conquistando o título de maneira invicta.

## Lista de campeões
A seguir a lista com todos os campeões do Campeonato Capixaba.

### Campeonato da Cidade de Vitória (1917–1929)
| Ed. | Temporada | Campeão        | Vice-campeão |
| --- | --------- | -------------- | ------------ |
| 1   | 1917      | América (1)    | Rio Branco   |
| 2   | 1918      | Rio Branco (1) | América      |
| 3   | 1919      | Rio Branco (2) | Vitória      |
| 4   | 1920      | Vitória (1)    |              |
| 5   | 1921      | Rio Branco (3) | Vitória      |
| 6   | 1922      | América (2)    |              |
| 7   | 1923      | América (3)    |              |
| 8   | 1924      | Rio Branco (4) | Vitória      |
| 9   | 1925      | América (4)    |              |
| 10  | 1926      | Floriano (1)   |              |
| 11  | 1927      | América (5)    | Rio Branco   |
| 12  | 1928      | América (6)    | Rio Branco   |
| 13  | 1929      | Rio Branco (5) | Vitória      |

### Campeonato Capixaba (1930–presente)
| Ed. | Temporada | Campeão                     | Vice-campeão           |
| --- | --------- | --------------------------- | ---------------------- |
| 14  | 1930      | Rio Branco (6)              | Cachoeiro              |
| 15  | 1931      | Santo Antônio (1)           | Vitória                |
| 16  | 1932      | Vitória (2)                 | Viminas                |
| 17  | 1933      | Vitória (3)                 |                        |
| 18  | 1934      | Rio Branco (7)              |                        |
| 19  | 1935      | Rio Branco (8)              |                        |
| 20  | 1936      | Rio Branco (9)              | Comercial de Castelo   |
| 21  | 1937      | Rio Branco (10)             | Vitória                |
| 22  | 1938      | Rio Branco (11)             |                        |
| 23  | 1939      | Rio Branco (12)             | Americano              |
| 24  | 1940      | Americano (1)               | Rio Branco             |
| 25  | 1941      | Rio Branco (13)             |                        |
| 26  | 1942      | Rio Branco (14)             | Vitória                |
| 27  | 1943      | Vitória (4)                 | Caxias                 |
| 28  | 1944      | Caxias (1)                  | Cachoeiro              |
| 29  | 1945      | Rio Branco (15)             | Caxias                 |
| 30  | 1946      | Rio Branco (16)             | Vitória                |
| 31  | 1947      | Rio Branco (17)             | Santo Antônio          |
| 32  | 1948      | Cachoeiro (1)               | Vale do Rio Doce       |
| 33  | 1949      | Rio Branco (18)             | Comercial de Castelo   |
| 34  | 1950      | Vitória (5)                 | Cachoeiro              |
| 35  | 1951      | Rio Branco (19)             | Ordem e Progresso      |
| 36  | 1952      | Vitória (6)                 | Ordem e Progresso      |
| 37  | 1953      | Santo Antônio (2)           | Ordem e Progresso      |
| 38  | 1954      | Santo Antônio (3)           | Estrela do Norte       |
| 39  | 1955      | Santo Antônio (4)           | Caxias                 |
| 40  | 1956      | Vitória (7)                 | Santo Antônio          |
| 41  | 1957      | Rio Branco (20)             | Vale do Rio Doce       |
| 42  | 1958      | Rio Branco (21)             | Ferroviário            |
| 43  | 1959      | Rio Branco (22)             | Vale do Rio Doce       |
| 44  | 1960      | Santo Antônio (5)           | Rio Branco             |
| 45  | 1961      | Santo Antônio (6)           | União Colatinense      |
| 46  | 1962      | Rio Branco (23)             | União Colatinense      |
| 47  | 1963      | Rio Branco (24)             | Santos                 |
| 48  | 1964      | Desportiva Ferroviária (1)  | Rio Branco             |
| 49  | 1965      | Desportiva Ferroviária (2)  | Rio Branco             |
| 50  | 1966      | Rio Branco (25)             | Vitória                |
| 51  | 1967      | Desportiva Ferroviária (3)  | Rio Branco             |
| 52  | 1968      | Rio Branco (26)             | Desportiva Ferroviária |
| 53  | 1969      | Rio Branco (27)             | Desportiva Ferroviária |
| 54  | 1970      | Rio Branco (28)             | Desportiva Ferroviária |
| 55  | 1971      | Rio Branco (29)             | Desportiva Ferroviária |
| 56  | 1972      | Desportiva Ferroviária (4)  | Rio Branco             |
| 57  | 1973      | Rio Branco (30)             | Desportiva Ferroviária |
| 58  | 1974      | Desportiva Ferroviária (5)  | Rio Branco             |
| 59  | 1975      | Rio Branco (31)             | Desportiva Ferroviária |
| 60  | 1976      | Vitória (8)                 | Rio Branco             |
| 61  | 1977      | Desportiva Ferroviária (6)  | Rio Branco             |
| 62  | 1978      | Rio Branco (32)             | Desportiva Ferroviária |
| 63  | 1979      | Desportiva Ferroviária (7)  | Vitória                |
| 64  | 1980      | Desportiva Ferroviária (8)  | Vitória                |
| 65  | 1981      | Desportiva Ferroviária (9)  | AA Colatina            |
| 66  | 1982      | Rio Branco (33)             | Guarapari              |
| 67  | 1983      | Rio Branco (34)             | Desportiva Ferroviária |
| 68  | 1984      | Desportiva Ferroviária (10) | Vitória                |
| 69  | 1985      | Rio Branco (35)             | Desportiva Ferroviária |
| 70  | 1986      | Desportiva Ferroviária (11) | Guarapari              |
| 71  | 1987      | Guarapari (1)               | Estrela do Norte       |
| 72  | 1988      | Ibiraçu (1)                 | Rio Branco             |
| 73  | 1989      | Desportiva Ferroviária (12) | AA Colatina            |
| 74  | 1990      | AA Colatina (1)             | Guarapari              |
| 75  | 1991      | Muniz Freire (1)            | Desportiva Ferroviária |
| 76  | 1992      | Desportiva Ferroviária (13) | Comercial de Muqui     |
| 77  | 1993      | Linhares EC (1)             | Aracruz                |
| 78  | 1994      | Desportiva Ferroviária (14) | São Mateus             |
| 79  | 1995      | Linhares EC (2)             | Rio Branco-VN          |
| 80  | 1996      | Desportiva Ferroviária (15) | Linhares EC            |
| 81  | 1997      | Linhares EC (3)             | São Mateus             |
| 82  | 1998      | Linhares EC (4)             | São Mateus             |
| 83  | 1999      | Serra (1)                   | São Mateus             |
| 84  | 2000      | Desportiva Capixaba (16)    | Serra                  |
| 85  | 2001      | Alegrense (1)               | Estrela do Norte       |
| 86  | 2002      | Alegrense (2)               | Rio Branco             |
| 87  | 2003      | Serra (2)                   | CTE Colatina           |
| 88  | 2004      | Serra (3)                   | Estrela do Norte       |
| 89  | 2005      | Serra (4)                   | Estrela do Norte       |
| 90  | 2006      | Vitória (9)                 | Estrela do Norte       |
| 91  | 2007      | Linhares FC (1)             | Jaguaré                |
| 92  | 2008      | Serra (5)                   | Rio Bananal            |
| 93  | 2009      | São Mateus (1)              | Rio Branco             |
| 94  | 2010      | Rio Branco (36)             | Vitória                |
| 95  | 2011      | São Mateus (2)              | Linhares FC            |
| 96  | 2012      | Aracruz (1)                 | Botafogo de Jaguaré    |
| 97  | 2013      | Desportiva Ferroviária (17) | Aracruz                |
| 98  | 2014      | Estrela do Norte (1)        | Linhares FC            |
| 99  | 2015      | Rio Branco (37)             | Desportiva Ferroviária |
| 100 | 2016      | Desportiva Ferroviária (18) | Espírito Santo         |
| 101 | 2017      | Atlético Itapemirim (1)     | Doze                   |
| 102 | 2018      | Serra (6)                   | Real Noroeste          |
| 103 | 2019      | Vitória (10)                | Real Noroeste          |
| 104 | 2020      | Rio Branco-VN (1)           | Rio Branco             |
| 105 | 2021      | Real Noroeste (1)           | Rio Branco-VN          |
| 106 | 2022      | Real Noroeste (2)           | Vitória                |
| 107 | 2023      | Real Noroeste (3)           | Nova Venécia           |
| 108 | 2024      | Rio Branco (38)             | Rio Branco-VN          |
| 109 | 2025      | Rio Branco (39)             | Porto Vitória          |

Notas
- O Linhares EC faliu em 1998, dando lugar ao Linhares FC, que tem um distintivo semelhante (com base no brasão de armas da cidade), no entanto, os dois clubes não têm vínculo institucional.[12]

## Títulos por clube
| Clube                  | Títulos | Temporadas vencidas |
| ---------------------- | ------- | --- |
| Rio Branco             | 39      | 1918, 1919, 1921, 1924, 1929, 1930, 1934, 1935, 1936, 1937, 1938, 1939, 1941, 1942, 1945, 1946, 1947, 1949, 1951, 1957, 1958, 1959, 1962, 1963, 1966, 1968, 1969, 1970, 1971, 1973, 1975, 1978, 1982, 1983, 1985, 2010, 2015, 2024, 2025 |
| Desportiva Ferroviária | 18      | 1964, 1965, 1967, 1972, 1974, 1977, 1979, 1980, 1981, 1984, 1986, 1989, 1992, 1994, 1996, 2000, 2013, 2016 |
| Vitória                | 10      | 1920, 1932, 1933, 1943, 1950, 1952, 1956, 1976, 2006, 2019 |
| América                | 6       | 1917, 1922, 1923, 1925, 1927, 1928 |
| Santo Antônio          | 6       | 1931, 1953, 1954, 1955, 1960, 1961 |
| Serra                  | 6       | 1999, 2003, 2004, 2005, 2008, 2018 |
| Linhares EC            | 4       | 1993, 1995, 1997, 1998 |
| Real Noroeste          | 3       | 2021, 2022, 2023 |
| Alegrense              | 2       | 2001, 2002 |
| São Mateus             | 2       | 2009, 2011 |
| Floriano               | 1       | 1926 |
| Americano              | 1       | 1940 |
| Caxias                 | 1       | 1944 |
| Cachoeiro              | 1       | 1948 |
| Guarapari              | 1       | 1987 |
| Ibiraçu                | 1       | 1988 |
| AA Colatina            | 1       | 1990 |
| Muniz Freire           | 1       | 1991 |
| Linhares FC            | 1       | 2007 |
| Aracruz                | 1       | 2012 |
| Estrela do Norte       | 1       | 2014 |
| Atlético Itapemirim    | 1       | 2017 |
| Rio Branco-VN          | 1       | 2020 |

## Títulos por cidade
| Cidade                  | Títulos | Clubes                                                                                                 |
| ----------------------- | ------- | --- |
| Vitória                 | 64      | Rio Branco (39), Vitória (10), América (6), Santo Antônio (6), Americano (1), Caxias (1), Floriano (1) |
| Cariacica               | 18      | Desportiva Ferroviária (18)                                                                            |
| Serra                   | 6       | Serra (6)                                                                                              |
| Linhares                | 5       | Linhares EC (4), Linhares FC (1)                                                                       |
| Águia Branca            | 3       | Real Noroeste (3)                                                                                      |
| Alegre                  | 2       | Alegrense (2)                                                                                          |
| Cachoeiro de Itapemirim | 2       | Cachoeiro (1), Estrela do Norte (1)                                                                    |
| São Mateus              | 2       | São Mateus (2)                                                                                         |
| Aracruz                 | 1       | Aracruz (1)                                                                                            |
| Colatina                | 1       | AA Colatina (1)                                                                                        |
| Guarapari               | 1       | Guarapari (1)                                                                                          |
| Ibiraçu                 | 1       | Ibiraçu (1)                                                                                            |
| Itapemirim              | 1       | Atlético Itapemirim (1)                                                                                |
| Muniz Freire            | 1       | Muniz Freire (1)                                                                                       |
| Venda Nova do Imigrante | 1       | Rio Branco-VN (1)                                                                                      |

## Artilheiros
Esta é uma lista de artilheiros das últimas edições do Campeonato Capixaba de Futebol:
| Ano  | Jogador           | Clube                  | Gols |
| ---- | ----------------- | ---------------------- | ---- |
| 2012 | Paulinho Pimentel | Conilon                | 18   |
| 2013 | David Dener       | Desportiva Ferroviária | 16   |
| 2014 | Geraldo           | Estrela do Norte       | 11   |
| 2015 | Washington Baiano | Sport Capixaba         | 9    |
| 2016 | Júlio Cézar       | Sport Linharense       | 8    |
| 2017 | Márcio Carioca    | Rio Branco             | 6    |
| 2017 | Wendell           | Atlético Itapemirim    | 6    |
| 2018 | Igor Santos       | Real Noroeste          | 6    |
| 2018 | Warley            | Real Noroeste          | 6    |
| 2019 | Robert            | Real Noroeste          | 12   |
| 2020 | Rafael Castro     | Rio Branco-VN          | 8    |
| 2021 | Edinho            | Vitória                | 8    |
| 2022 | Edinho            | Vitória                | 8    |
| 2023 | Matheus Bidick    | Porto Vitória          | 9    |
| 2024 | Victor Rangel     | Desportiva Ferroviária | 6    |
| 2025 | João Guilherme    | Desportiva Ferroviária | 6    |
| 2025 | Tony Ribeiro      | Vitória                | 6    |